# 卡尔·泰勒·康普顿
卡尔·泰勒·康普顿（英語：Karl Taylor Compton，1887年9月14日—1954年6月22日），美国物理学家，曾於1930年至1948年任麻省理工学院校长。弟弟是诺贝尔物理学奖得主阿瑟·康普顿。